# Прилісне (Камінь-Каширський район)
Прилі́сне (до 1964 року — Маневичі) — село в Україні, у Камінь-Каширському районі Волинської області. Населення становить 2 685 осіб. Центр Прилісненської сільської громади.

## Географія
На південно-західній стороні від села розташований Маневицький загальнозоологічний заказник.

## Населення
Згідно з переписом УРСР 1989 року чисельність наявного населення села становила 2471 особа, з яких 1238 чоловіків та 1233 жінки.
За переписом населення України 2001 року в селі мешкало 2854 осіб.

### Мова
Розподіл населення за рідною мовою за даними перепису 2001 року:
| Мова       | Відсоток |
| ---------- | -------- |
| українська | 99,30 %  |
| російська  | 0,61 %   |
| білоруська | 0,04 %   |
| молдовська | 0,04 %   |

## Економіка
Наприкінці 2017 року в селі, на базі неробочого консервного заводу почали будувати завод з переробки бурштину.

## Люди
- Лопушик Михайло Іванович (1989—2022) — солдат Збройних Сил України, учасник російсько-української війни, що загинув у ході російського вторгнення в Україну 2 травня 2022 року у Донецькій області.
- Ковальов Владислав Олександрович (2000—2022) — солдат Збройних Сил України, учасник російсько-української війни, що загинув у ході російського вторгнення в Україну 19 серпня 2022 року у Харківській області.
- Слива Богдан Михайлович (1990—2023) — солдат Збройних Сил України, учасник російсько-української війни. Загинув 5 березня 2023 року в страшній ДТП на Житомирщині.
- Хилюк В'ячеслав Володимирович (1985—2023) — солдат Збройних Сил України, учасник російсько-української війни, що загинув у ході російського вторгнення в Україну на Луганщині.
- Абрамчук Олександр Володимирович (1981—2023) — солдат Збройних Сил України, учасник російсько-української війни, що загинув у ході російського вторгнення в Україну 5 липня 2023 року у Запорізькій області.
- Лук'янчук Віталій Анатолійович (1989—2023) — солдат Збройних Сил України, учасник російсько-української війни, що загинув у ході російського вторгнення в Україну 10 листопада 2023 року у Донецькій області.

## Галерея

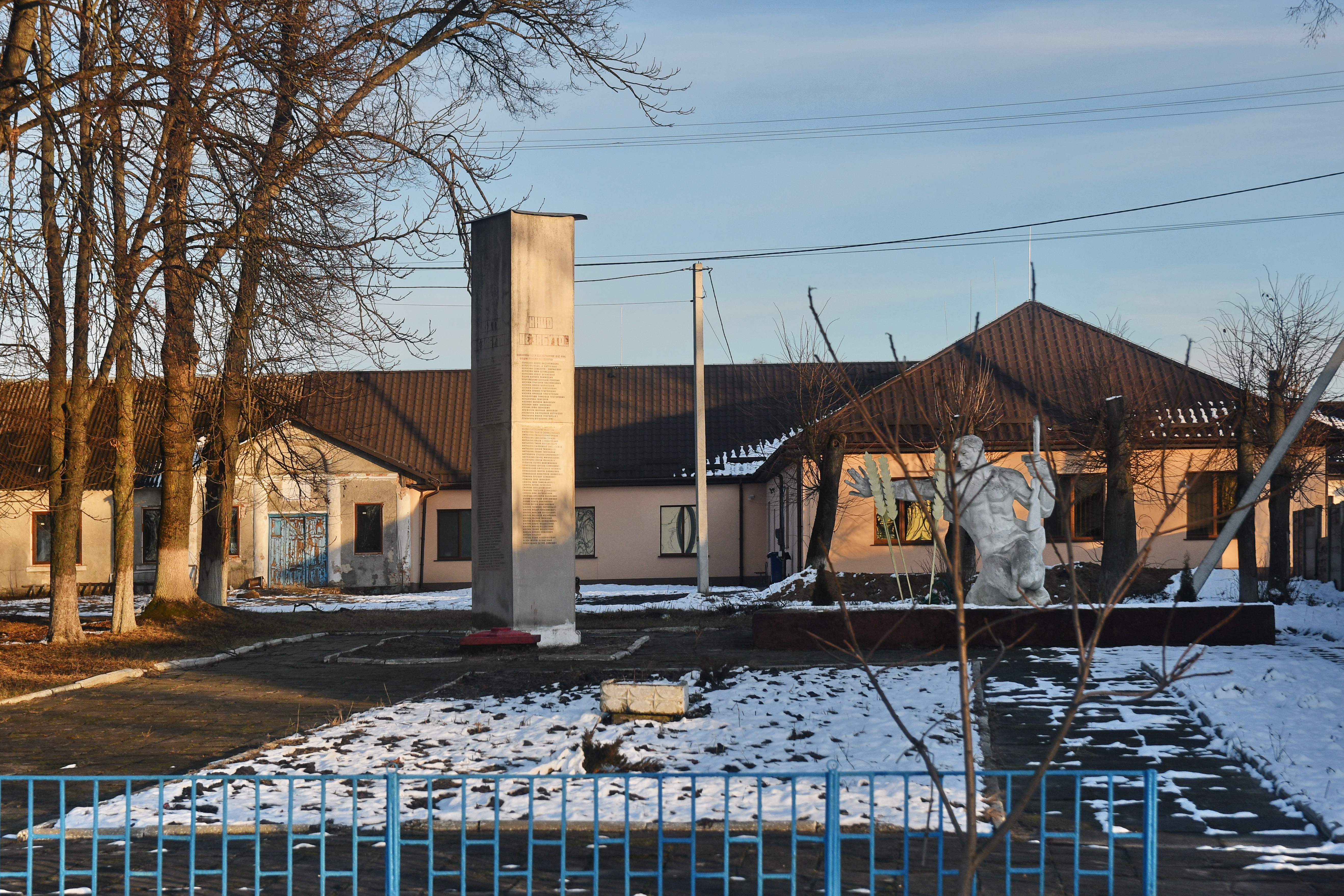
Пам'ятник землякам (вигляд у  2022 році)
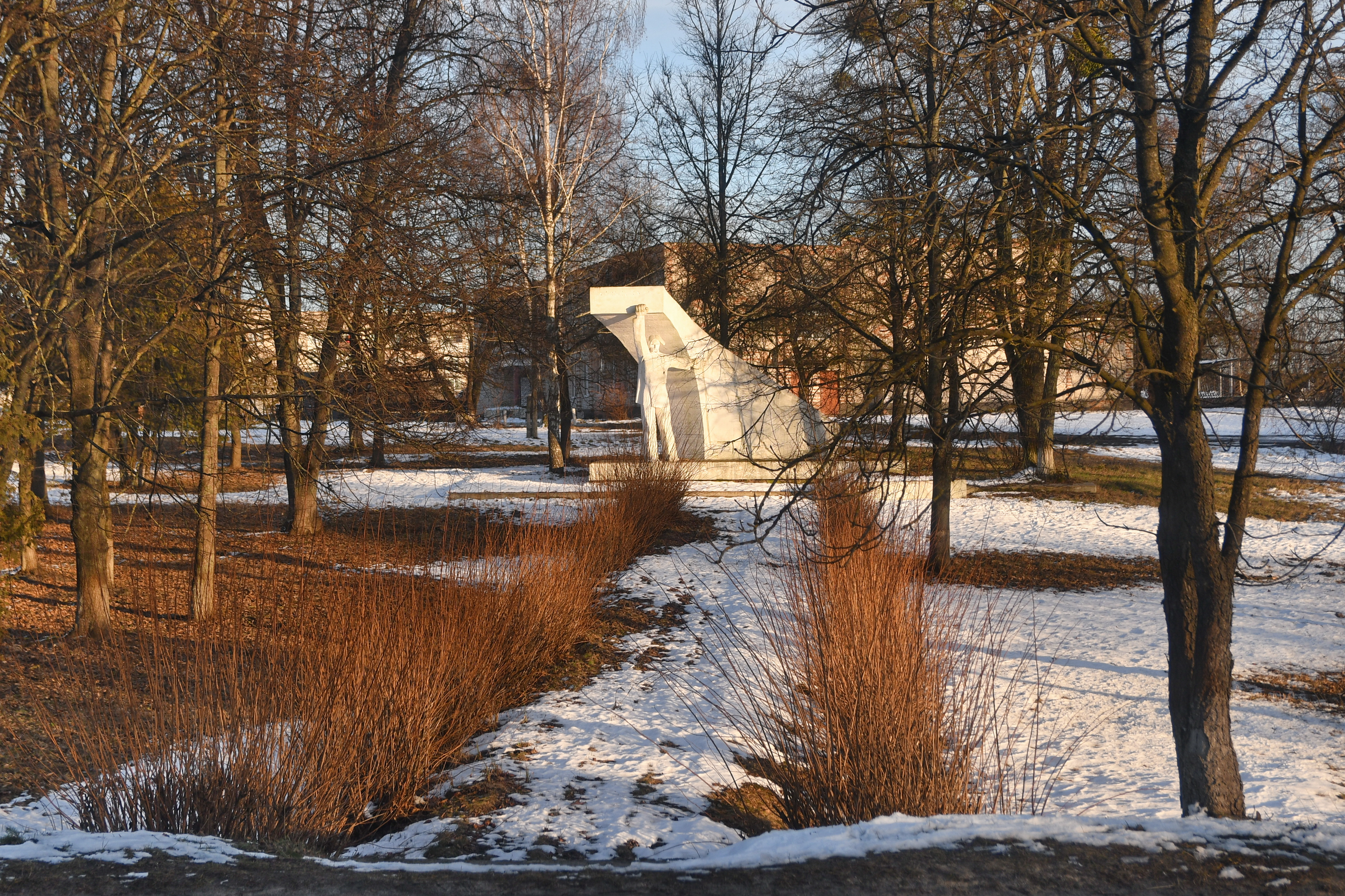
Пам'ятник на честь Першотравневої демонстрації (вигляд у  2022 році)
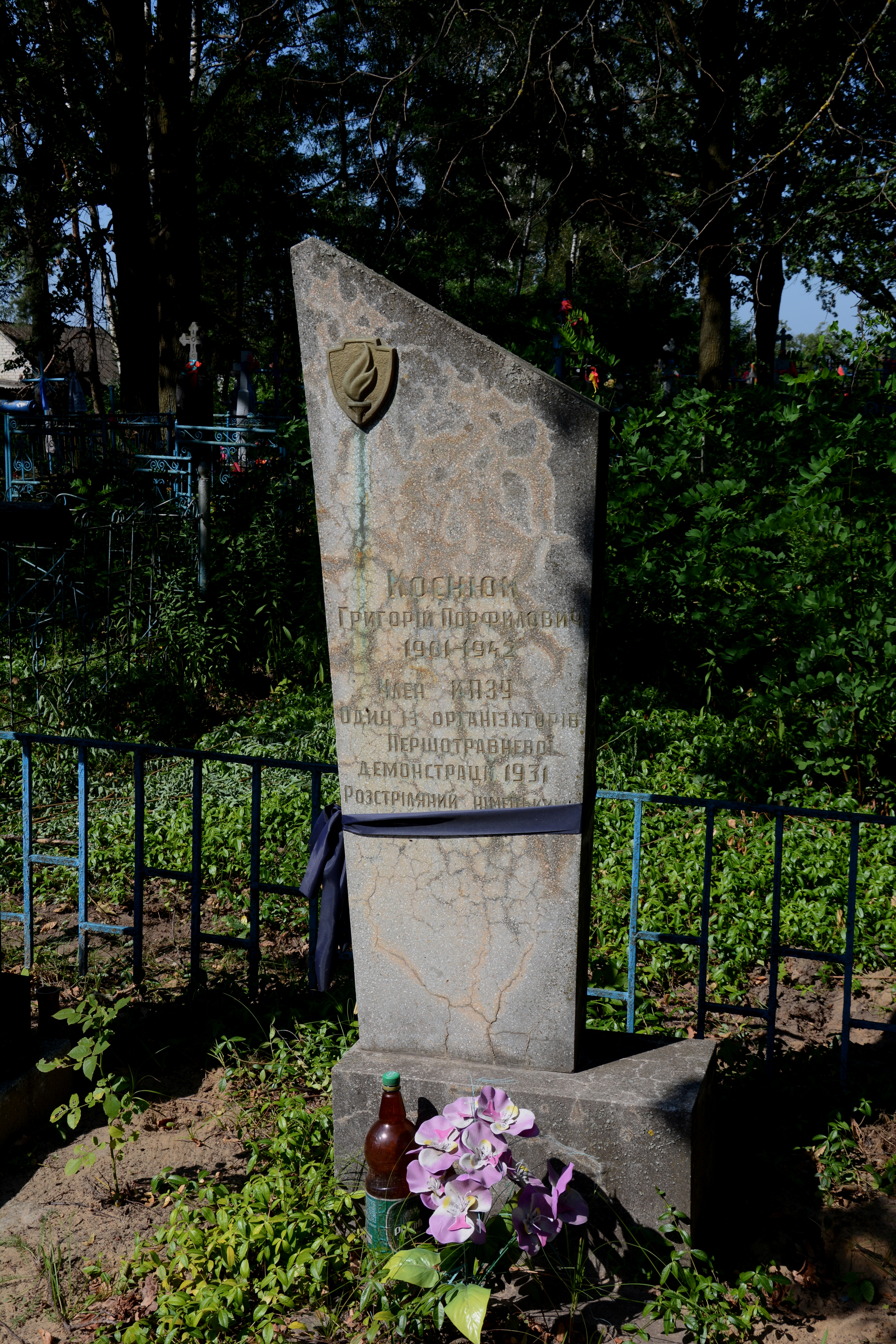
Могила Г.П.Коснюка – учасника Першотравневої демонстрації 1931 р.
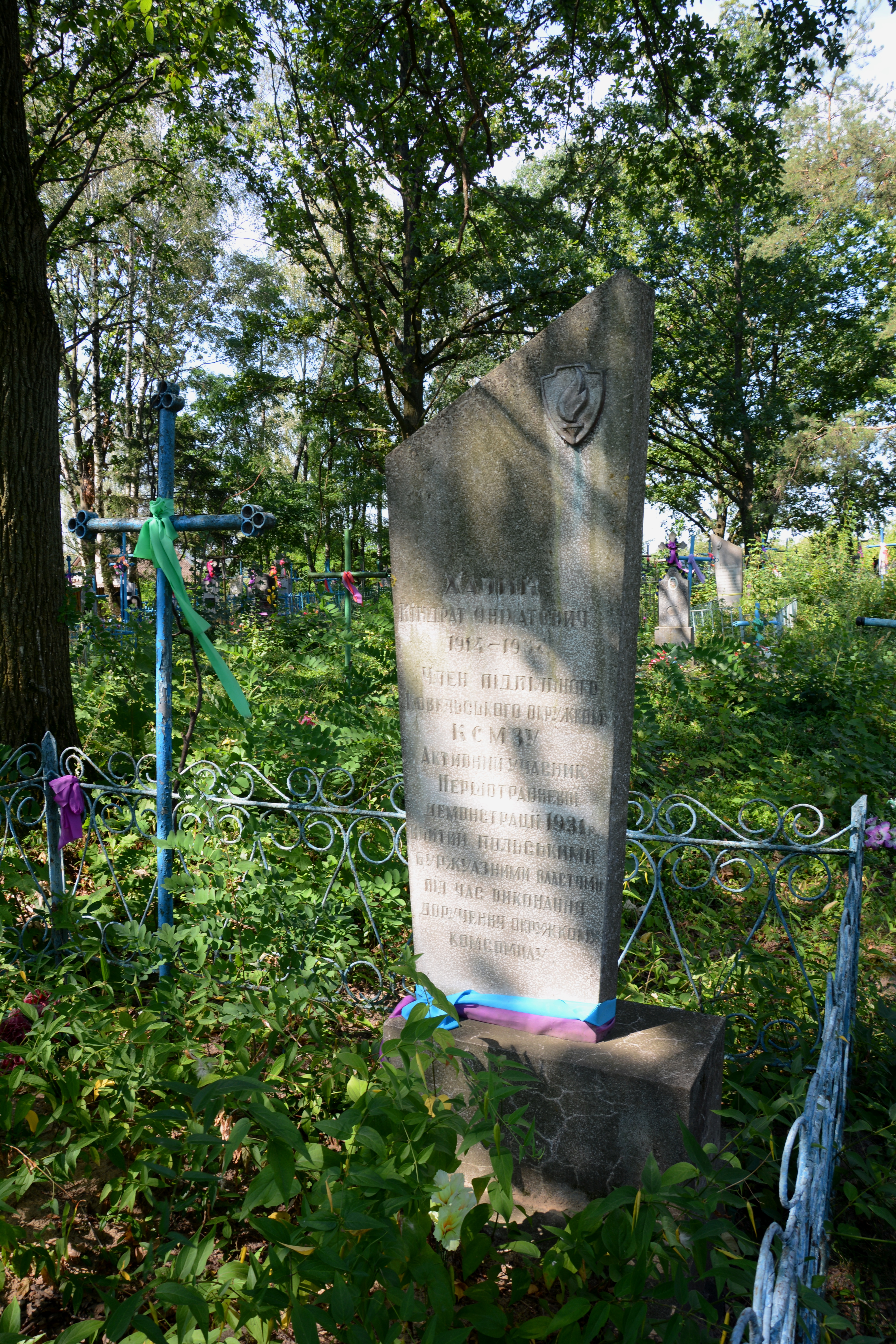
Могила К.О.Халика – учасника Першотравневої демонстрації 1931 р.
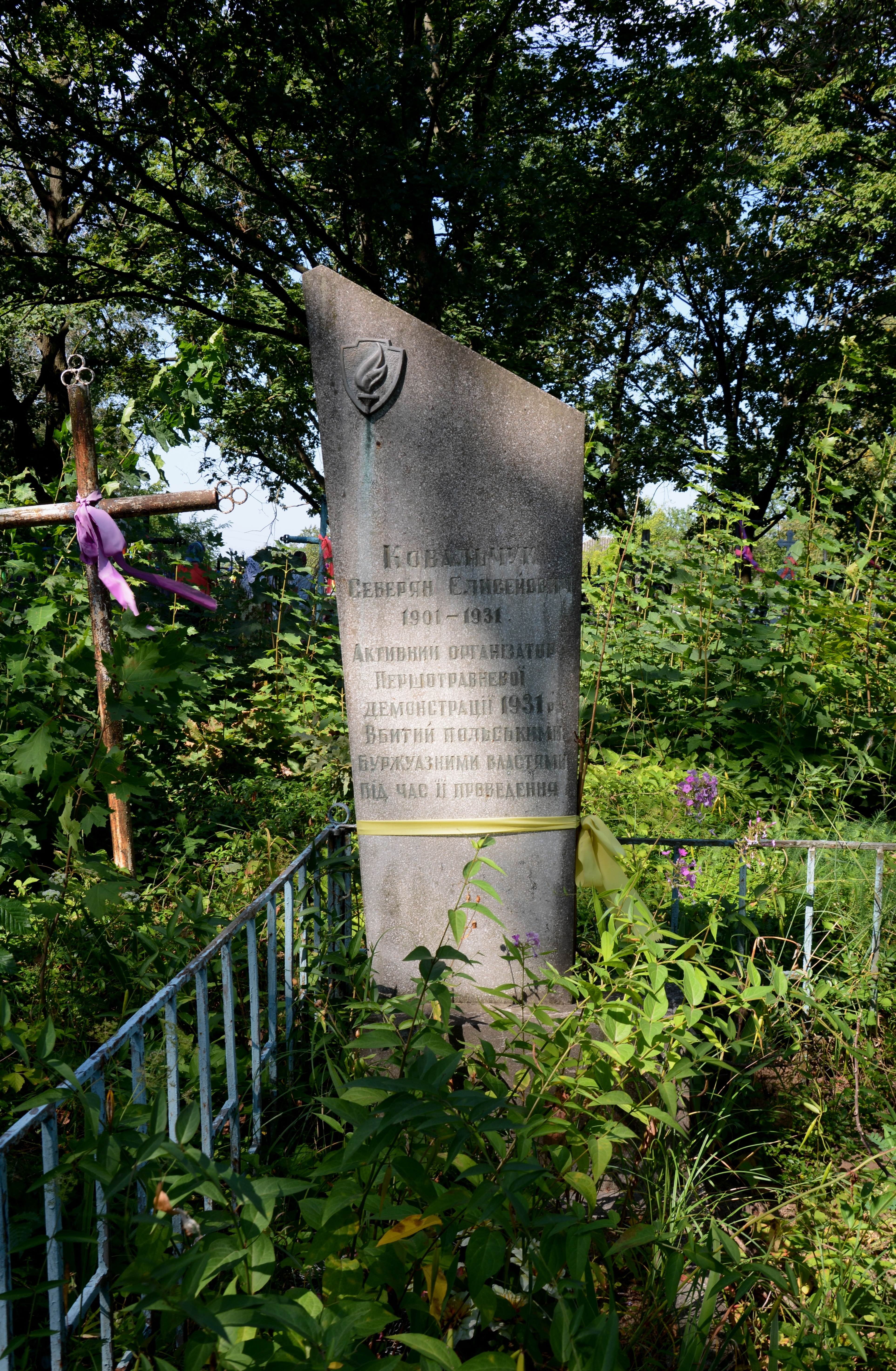
Могила Є.Є.Ковальчука – учасника Першотравневої демонстрації 1931 р.